# ごしょがわら市農業協同組合
ごしょがわら市農業協同組合（ごしょがわらしのうぎょうきょうどうくみあい、略称JAごしょがわら市、ごしょがわら市農協）はかつて2009年6月まで存在し、青森県五所川原市に本店を置いていた農業協同組合。

## 沿革
- 1997年7月1日 - 五所川原市・七和・津軽中央の3農協が新設合併し、ごしょがわら市農業協同組合が発足。統一金融機関コードは旧：JA五所川原市の『3442』を継承。
- 2009年7月1日 - 当農協と木造町農協が新設合併してごしょつがる農業協同組合発足に伴い、解散。

## 店舗
すべて五所川原市
- 本店 - 野里奥野100
- 梅沢支店 - 梅田燕口7-7
- 栄支店 - 広田榊森10-8
- 松島支店 - 吹畑藤巻1-4
- 北支店 - 沖飯詰帯刀364-4
- 三好支店 - 鶴ヶ岡川袋38-4
- 飯詰支店 - 飯詰清野6-8
- 五所川原支店 - 川端町11-7
- 七和支店 - 持子沢笠野前235-3

## 主な作物
- りんご　など。